# Jiří Lehečka
Jiří Lehečka (* 8. listopadu 2001 Mladá Boleslav) je český profesionální tenista. Ve své dosavadní kariéře na okruhu ATP Tour vyhrál dva singlové turnaje, první z nich na Adelaide International 2024. Na challengerech ATP a okruhu ITF získal šest titulů ve dvouhře a čtyři ve čtyřhře. V juniorském tenise ovládl grandslamovou čtyřhru ve Wimbledonu 2019 po boku krajana Jonáše Forejtka.
Na žebříčku ATP byl ve dvouhře nejvýše klasifikován v srpnu 2025 na 21. místě a ve čtyřhře v témže datu na 137. místě. Trénuje ho Michal Navrátil. Domovským oddílem je TK Agrofert Prostějov.
V českém daviscupovém týmu debutoval jako 17letý v únoru roku 2019 ostravským kvalifikačním kolem proti Nizozemsku, v němž prohrál dvouhru s Robinem Haasem. Nizozemci zvítězili 3–1 na zápasy. Do září 2025 v soutěži nastoupil ke patnácti mezistátním utkáním s bilancí 9–6 ve dvouhře a 0–5 ve čtyřhře.

## Soukromý život
Narodil se roku 2001 v Mladé Boleslavi do rodiny Jiřího a Romany Lehečkových žijící v Kněžmostě, kde vyrostl. Otec se závodně věnoval plavání a matka atletice. Má sestru Veroniku. Tenis začal hrát ve čtyřech letech a v patnácti se přestěhoval do Prostějova, kde se začal připravovat v Národním tenisovém centru Morava. V roce 2021 maturoval na Gymnáziu Jiřího Wolkera v Prostějově, kde vystudoval obor se sportovní přípravou. Za oblíbený úder uvedl forhend a preferovaný povrch tvrdý.
Do roku 2024 udržoval pětiletý vztah s přerovskou tenistkou Viktorií Wojcikovou, studentkou psychologie na lousianské Northwestern State Univesity a účastnicí čtvrté řady reality show Love Island. V létě 2024 navázal partnerský vztah s atletkou a influencerkou Lucií Neumannovou, dcerou Kateřiny Neumannové.

## Tenisová kariéra
V červnu 2021 vyhrál s Vítem Kopřivou čtyřhru na milánském challengeru Aspria Tennis Cup. Ve finále zdolali německo-rakouskou  dvojicí Dustin Brown a Tristan-Samuel Weissborn ve dvou setech. Na challengeru v Poznani, konaném v červenci 2021, postoupil z kvalifikace do dvouhry. Ve čtvrtfinále vyřadil druhého nasazeného Nizozemce Botice van de Zandschulpa ve dvou setech. Až v boji o titul nestačil na Španěla Bernabého Zapatu Mirallese, jemuž patřila 121. příčka. První titul v této úrovni tenisu získal ve finském Tampere, když porazil Argentince Nicoláse Kickera po třísetovém průběhu.

### 2022: Debut v Top 100 a premiéra na turnajích ATP
V hlavní soutěži grandslamových turnajích debutoval na Australian Open 2022, kde prošel tříkolovou kvalifikací. V prvním kole hlavní soutěže jej přehrál 26. nasazený Grigor Dimitrov ve čtyřech setech. Průlom na okruhu ATP přišel na halovém ABN AMRO World Tennis Tournament 2022 z kategorie ATP Tour 500 v Rotterdamu, kde z pozice 137. hráče světa poprvé v kariéře prošel kvalifikací do hlavní soutěže. První výhru zaznamenal pak po vítězství v prvním kole, kde zaskočil dvanáctého hráče světa Denise Shapovalova. Na jeho raketě pak dohráli i Botic van de Zandschulp a Ital Lorenzo Musetti. Postup do semifinále mu zajistil premiérový posun do první stovky žebříčku ATP a pozici české jedničky. V boji o postup do finále neudržel vedení proti čtvrtému hráči světa Tsitsipasovi, jemuž podlehl 6-4, 4-6 a 3-6.

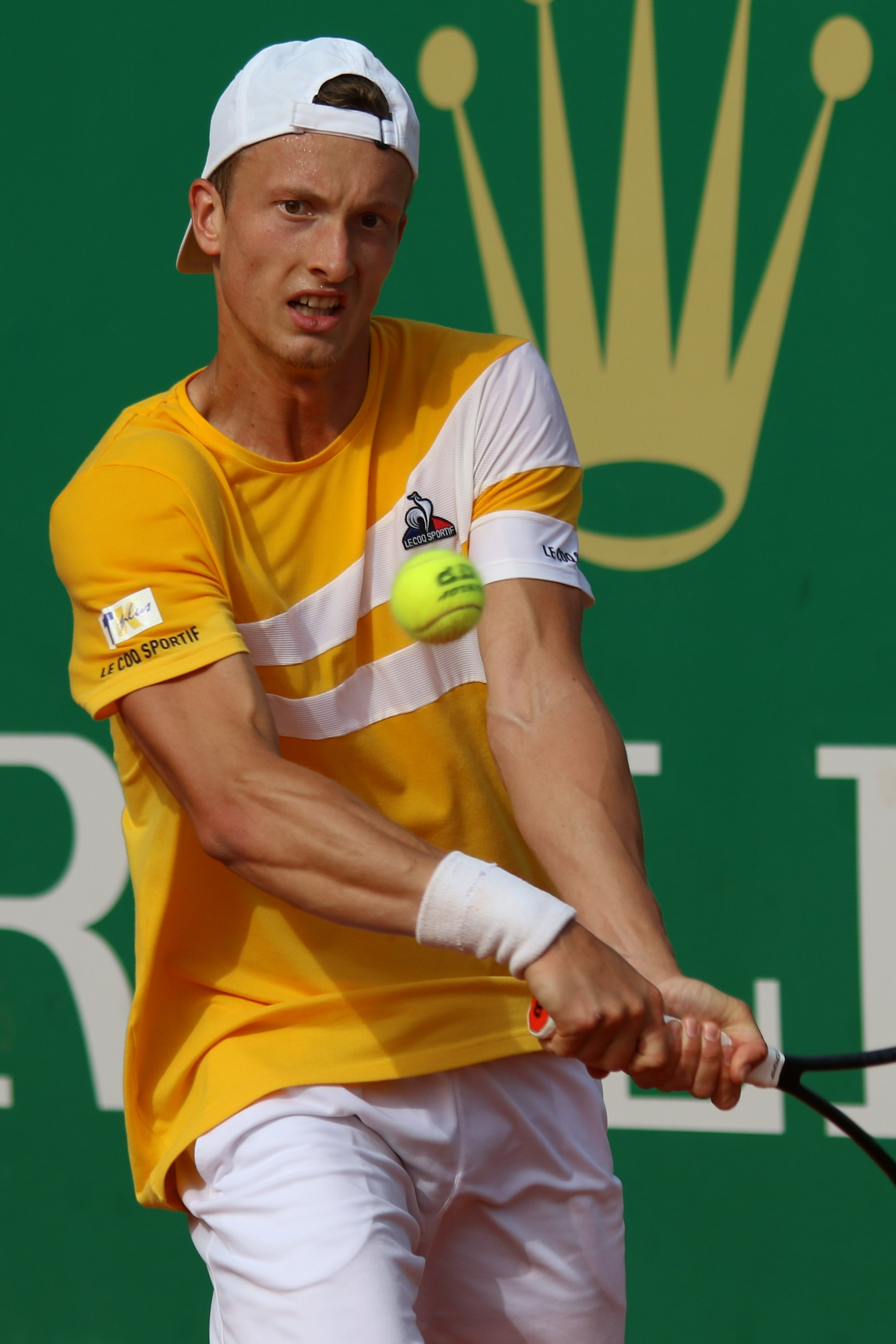
Bekhend na Monte-Carlo Masters 2022

V kvalifikačním kole Davis Cupu proti Argentině nestačil ve dvouhře na Sebastián Báeze a to poměrem 6-7(4), 3-6, když v první sadě nevyužil vedení 5-3 a set nedopodával. Neuspěl ani ve čtyřhře po boku Tomáše Macháče, s párem González-Zeballos prohráli dvakrát 4-6. Český tým prohrál 0-4.
Po menších turnajích zaznamenal v Monte Carlu debut na turnaji ATP Masters 1000, kde po úspěšné kvalifikaci nestačil v prvním kole na belgického hráče Goffina ve dvou setech. V srbském Bělehradě po zvládnuté kvalifikaci a prvním kole nevyužil v osmifinále vedení proti osmému hráči světa Rubljovovi, aby prohrál 6-4, 6-7(1) a 2-6. Do svého pátého finále na challengeru dokráčel v rakouském Mauthausenu, kde svůj poslední zápas prohrál s Rodionovem ve dvou setech. Při debutu na French Open prohrál opět s Goffinem, tentokrát ve čtyřech setech.
V travnaté sezoně nevyhrál ze tří odehraných zápasů ani jeden. Na BOSS Open nestačil na Kyrgiose, v kvalifikaci turnaje v Halle na Strickera a na výjimečně nebodovaném Wimbledonu, kde debutoval, vypadl v pěti těsných setech na Filipu Krajinovićovi.
Na antukovém challengeru v Salcburku pak v roli nasazené jedničky senzačně vypadl už ve druhém kole ve dvou setech s hráčem třetí stovky Martinem Tiffonem. Prohru v roli favorita zaznamenal i na dalším turnaji nižší úrovně v rumunských Jasech a to ve čtvrtfinále s Italem Darderim. Na Swiss Open Gstaad si připsal první výhru na okruhu ATP po čtyřech měsících nad Argentincem Etcheverrym, posléze pak ale nestačil na nasazenou jedničku turnaje - Nora Caspera Ruuda. Na dalším antukovém turnaji v Kitzbühelu došel po výhrách nad Monteirem a osmým nasazeným Sousou do svého druhého čtvrtfinále v kariéře. V tom vedl 6-4 a 5-3, zápas ale nedopodával a s pozdějším vítězem turnaje Bautistou Agutem prohrál 6-4, 5-7, 5-7. Na antuce pak ještě vyhrál po finálové výhře nad Španělem Alvarezem Varonou domácí challenger Svijany Open, po němž se posunul už na 59. místo žebříčku. Po neúspěchu na turnaji ve Winston-Salemu vypadl v prvním kole i na posledním grandslamu sezony, tedy US Open, kde vedl 6-3 a 5-2 nad chilským tenistou Cristianem Garínem, přesto prohrál ve čtyřech setech. Na čtyřech nejprestižnějších turnajích měl v této sezoně bilanci 0-4, přičemž na každém z nich debutoval.
Dva týdny po americkém grandslamu se zúčastnil v roli české jedničky 1. světové skupiny Davis Cupu v Tel Avivu proti Izraeli. Při absenci nejlepšího hráče soupeřů Jišaje Oliela nastoupil nejdříve proti izraelské trojce Danielu Cukiermanovi,  kterého porazil 6-0, 6-4 a připsal si proti němu svou první daviscupovou výhru v kariéře a i přes prohranou čtyřhru po boku Tomáše Macháče poté vybojoval rozhodující výhru proti Edanu Lešemovi, poměrem 4-6, 6-0 a 7-5. Češi se tak po výhře 3-1 znovu vrátili do kvalifikačního kola.
Lehečka v halové sezoně na podzim absolvoval ještě několik turnajů kategorie s negativní bilancí 3 výhry a 6 porážek, připsal si ovšem také cenné výhry např. proti Grigoru Dimitrovovi na Stockholm Open, kterého porazil 7-5 v tiebreaku rozhodujícího setu. Tato výhra ale předcházela už druhé podzimní porážce s Finem Ruusuvuorim. Na začátku listopadu zasáhl v 21 letech jako první český tenista do Turnaje mistrů pro hráče do 21 let, milánského Next Generation ATP Finals 2022. Na listopadovém turnaji startoval z pozice sedmdesátého čtvrtého muže žebříčku a čtvrtého nasazeného na turnaji. V základní skupině porazil domácí Italy Passara a Arnaldiho a prohrál jen s Američanem Brandonem Nakashimou, obsadil tak druhé místo a postoupil do semifinále, v němž vyřadil vítěze druhé skupiny, Švýcara Dominica Strickera ve čtyřech zkrácených setech, 4-1, 4-3(4), 2-4, 4-1. V boji o titul znovu nestačil na Nakashimu z konce první světové padesátky. V úvodní sadě ztratil vedení gamů 3–1 a nedopodával a v tiebreaku druhé neproměnil dva setboly. Ve dvou vzájemných duelech tak proti Američanovi stejného věku nezískal ani jeden set. Sezonu zakončil na 81. místě žebříčku se singlovou bilancí 42/32.

### 2023: Čtvrtfinalista grandslamu a finalista na túře ATP, průnik do Top 30
Sezónu zahájil ještě v kalendářním roce 2022 na prvním ročníku soutěže smíšených družstev United Cupu, kde nejdříve nestačil během utkání s USA ve dvou setech na Taylora Fritze, poté však v utkání s Německem suverénně porazil Alexandera Zvereva. Česko ale ze základní skupiny nepostoupilo. První ATP turnaj odehrál v Aucklandu, kde z kvalifikace došel až do osmifinále, jeho putování tam ukončil Brit Norrie.
První kariérní zápas v grandslamové dvouhře vyhrál na Australian Open, kde na úvod neztratil set proti světové třiadvacítce Bornovi Ćorićovi. Poté vyřadil Američana Christophera Eubankse hrajícího na divokou kartu a v pětisetové bitvě dvanáctého muže žebříčku Camerona Norrieho. Britovi tak oplatil lednovou porážku z aucklandského ASB Classic. Přes ztrátu úvodní sady přehrál v osmifinále sedmého hráče žebříčku Félixe-Augera Aliassimeho, když ovládl zbylé sety včetně dvou závěrečných tiebreaků. Po čtyřech prohrách s členy první světové desítky tak proti nim zaznamenal premiérovou výhru. Jako první český muž od Berdycha na Australian Open 2018 se probojoval do čtvrtfinále grandslamu. V něm však podlehl řecké světové čtyřce Stefanosi Tsitsipasovi ve třech setech. Bodový zisk jej poprvé posunul do elitní světové padesátky, na 39. místo.
V kvalifikačním kole Davis Cupu v portugalské Maie zvítězil v obou dvou dvouhrách ve dvou setech, Portugalce Nuna Borgese porazil dvakrát 6-4 a Joãa Sousu 6-4, 6-1 a přispěl k českému vítězství 3-1 a postupu do finálové skupiny. Na turnaji kategorie ATP 250 v katarském Dauhá po cestě do svého premiérového semifinále na okruhu zdolal Džumhura, poprvé v kariéře Ruusuvuoriho a svůj žebříčkově nejcennější skalp a zároveň první nad hráčem TOP 5 žebříčku si připsal ve čtvrtfinále, kde porazil pátého hráče Rubljova po obratu 4-6, 6-4 a 6-3. Mezi nejlepší čtyřkou pak nevyužil vedení 5-4 a 40-0 na svém podání proti Andymu Murraymu, kterému nakonec podlehl 0-6, 6-3 a 6-7(6). Na další účast v semifinále na nejvyšším okruhu pak čekal 6 měsíců.
Do premiérového finále na túře ATP postoupil ve čtyřhře cinch Championships po boku Američana Taylora Fritze. V semifinále turnaje hraného na travnatém pažitu londýnského Queen's Clubu vyřadili deblové světové jedničky Wesleyho Koolhofa s Nealem Skupskim. Ze souboje o titul však odešli poraženi od chorvatsko-americké dvojice Ivan Dodig a Austin Krajicek až v rozhodujícím supertiebreaku.

### 2024: První titul ATP v Adelaide
První titul na okruhu ATP Tour vybojoval na lednovém Adelaide International. Na úvod vyřadil australského kvalifikanta Adama Waltona, čímž dosáhl debutové sezónní výhry. Ve druhém kole zvládl třísetový průběh se Srbem Dušanem Lajovićem a po čtyřech měsících vyhrál dvě utkání za sebou. Následně vyřadil chilskou světovou osmnáctku Nicoláse Jarryho a v semifinále ztratil jen tři hry s Američanem Sebastianem Kordou z konce první třicítky. V souboji o titul přehrál šedesátého druhého muže klasifikace, Brita Jacka Drapera, přestože podruhé v soutěži nezvládl úvodní set. Duel ale dovedl do vítězného konce, když proměnil druhý mečbol. Po skončení se posunul o devět příček výše na nové kariérní maximum, 23. místo žebříčku. Do Australian Open vstoupil třísetovou výhrou nad Španělem Bernabém Zapatou Mirallesem z osmé světové desítky. Ve druhém kole nestačil na devadesátého prvního hráče žebříčku, 19letého Američana Alexe Michelsena, přestože získal úvodní sadu. V duelu se dopustil 53 nevynucených chyb a v následném vydání žebříčku opustil světovou třicítku.

## Finále na okruhu ATP Tour
| Legenda                     |
| --------------------------- |
| D – dvouhra; Č – čtyřhra    |
| Grand Slam (0)              |
| Turnaj mistrů (0)           |
| ATP Tour Masters 1000 (0)   |
| ATP Tour 500 (0–1 D; 0–1 Č) |
| ATP Tour 250 (2–1 D; 0–1 Č) |

### Dvouhra: 5 (2–3)
| Stav      | č. | datum           | turnaj                                   | kategorie | povrch    | soupeř ve finále      | výsledek           |
| --------- | -- | --------------- | ---------------------------------------- | --------- | --------- | --------------------- | ------------------ |
| Finalista | 1. | 26. srpna 2023  | Winston-Salem, Spojené státy             | ATP 250   | tvrdý     | Sebastián Báez        | 4–6, 3–6           |
| Vítěz     | 1. | 13. ledna 2024  | Adelaide, Austrálie                      | ATP 250   | tvrdý     | Jack Draper           | 4–6, 6–4, 6–3      |
| Finalista | 2. | 20. října 2024  | Antverpy, Belgie                         | ATP 250   | tvrdý (h) | Roberto Bautista Agut | 5–7, 1–6           |
| Vítěz     | 2. | 5. ledna 2025   | Brisbane, Austrálie                      | ATP 250   | tvrdý     | Reilly Opelka         | 4–1skreč           |
| Finalista | 3. | 22. června 2025 | Queen's Club, Londýn, Spojené království | ATP 500   | tráva     | Carlos Alcaraz        | 5–7, 7–6(7–5), 2–6 |

### Čtyřhra: 2 (0–2)
| Stav      | č. | datum           | turnaj                                   | kategorie | povrch | spoluhráč    | soupeři ve finále           | výsledek              |
| --------- | -- | --------------- | ---------------------------------------- | --------- | ------ | ------------ | --------------------------- | --------------------- |
| Finalista | 1. | 26. června 2023 | Queen's Club, Londýn, Spojené království | ATP 500   | tráva  | Taylor Fritz | Ivan Dodig Austin Krajicek  | 4–6, 7–6(7–5), [3–10] |
| Finalista | 2. | 5. ledna 2025   | Brisbane, Austrálie                      | ATP 250   | tvrdý  | Jakub Menšík | Julian Cash Lloyd Glasspool | 3–6, 7–6(7–2), [6–10] |

## Finále Next Gen ATP Finals

### Dvouhra: 1 (0–1)
| Stav      | č. | datum              | turnaj        | povrch    | soupeř ve finále  | výsledek                |
| --------- | -- | ------------------ | ------------- | --------- | ----------------- | ----------------------- |
| Finalista | 1. | 12. listopadu 2022 | Milán, Itálie | tvrdý (h) | Brandon Nakashima | 3–4(5–7), 3–4(6–8), 2–4 |

## Finále na challengerech ATP a okruhu Futures
| Legenda                    |
| -------------------------- |
| Challengery (3–3 D, 3–1 Č) |
| Futures (3–4 D; 1–1 Č)     |

### Dvouhra: 13 (6–7)
| Stav      | č. | datum         | turnaj                    | povrch    | soupeř ve finále        | výsledek      |
| --------- | -- | ------------- | ------------------------- | --------- | ----------------------- | ------------- |
| Finalista | 1. | listopad 2018 | Říčany, Česko             | tvrdý (h) | Tomáš Macháč            | bez boje      |
| Finalista | 2. | květen 2019   | Jablonec nad Nisou, Česko | antuka    | Patrik Rikl             | 6–7(3–7), 3–6 |
| Vítěz     | 1. | září 2020     | Praha, Česko              | antuka    | Sebastián Báez          | 3–6, 6–3, 6–4 |
| Finalista | 3. | listopad 2020 | Heráklion, Řecko          | tvrdý     | Adrian Andrejev         | 3–6, 4–6      |
| Vítěz     | 2. | únor 2021     | Šarm aš-Šajch, Egypt      | tvrdý     | Paweł Ciaś              | 6–1, 6–3      |
| Finalista | 4. | duben 2021    | Biel, Švýcarsko           | tvrdý     | Tim van Rijthoven       | 2–6, 2–6      |
| Vítěz     | 3. | květen 2021   | Jablonec nad Nisou, Česko | antuka    | Vitalij Sačko           | 6–2, 6–2      |
| Vítěz     | 1. | červen 2021   | Tampere, Finsko           | antuka    | Nicolás Kicker          | 5–7, 6–4, 6–3 |
| Finalista | 1. | srpen 2021    | Poznaň, Polsko            | antuka    | Bernabé Zapata Miralles | 6–3, 6–2      |
| Vítěz     | 2. | září 2021     | Bukurešť, Rumunsko        | antuka    | Filip Horanský          | 6–3, 6–2      |
| Finalista | 2. | listopad 2021 | Pau, Francie              | tvrdý     | Radu Albot              | 2–6, 6–7      |
| Finalista | 3. | květen 2022   | Mauthausen, Rakousko      | antuka    | Jurij Rodionov          | 4–6, 4–6      |
| Vítěz     | 3. | srpen 2022    | Liberec, Česko            | antuka    | Nicolás Álvarez Varona  | 6–4, 6–4      |

### Čtyřhra: 6 (4–2)
| Stav      | č. | datum         | turnaj             | povrch    | spoluhráč        | soupeři ve finále                     | výsledek       |
| --------- | -- | ------------- | ------------------ | --------- | ---------------- | ------------------------------------- | -------------- |
| Finalista | 1. | listopad 2018 | Říčany, Česko      | tvrdý (h) | Jiří Barnat      | Jiří Jeníček Vojtěch Vlkovský         | 4–6, 5–7       |
| Finalista | 1. | červen 2019   | Prostějov, Česko   | antuka    | Jiří Veselý      | Philipp Oswald Filip Polášek          | 4–6, 6–7(4–7)  |
| Vítěz     | 1. | duben 2021    | Meerbusch, Německo | antuka    | Michael Vrbenský | Viktor Durasovic Markus Eriksson      | 6–3, 6–3       |
| Vítěz     | 1. | červen 2021   | Milán, Itálie      | antuka    | Vít Kopřiva      | Dustin Brown Tristan-Samuel Weissborn | 6–4, 6–0       |
| Vítěz     | 2. | červenec 2021 | Poznaň, Polsko     | antuka    | Zdeněk Kolář     | Karol Drzewiecki Aleksandar Vukic     | 6–4, 3–6(10–5) |
| Vítěz     | 3. | listopad 2021 | Bergamo, Itálie    | tvrdý (h) | Zdeněk Kolář     | Lloyd Glasspool Harri Heliövaara      | 6–4, 6–4       |

## Finále na juniorském Grand Slamu

### Čtyřhra juniorů: 1 (1–0)
| stav  | rok  | turnaj    | povrch | spoluhráč      | soupeřo ve finále        | výsledek |
| ----- | ---- | --------- | ------ | -------------- | ------------------------ | -------- |
| Vítěz | 2019 | Wimbledon | tráva  | Jonáš Forejtek | Liam Draxl Govind Nandar | 7−5, 6−4 |

## Chronologie výsledků na Grand Slamu

### Dvouhra
| Turnaj          | 2021 | 2022    | 2023    | 2024    | 2025    | SR     | V–P   |
| --------------- | ---- | ------- | ------- | ------- | ------- | ------ | ----- |
| Australian Open | A    | 1. kolo | ČF      | 2. kolo | 4. kolo | 0 / 4  | 8–4   |
| French Open     | A    | 1. kolo | 2. kolo | A       | 3. kolo | 0 / 3  | 3–3   |
| Wimbledon       | A    | 1. kolo | 4. kolo | A       | 2. kolo | 0 / 3  | 4–3   |
| US Open         | 3Q   | 1. kolo | 1. kolo | 3. kolo |         | 0 / 3  | 2–3   |
| výhry–prohry    | 0–0  | 0–4     | 8–4     | 3–2     | 6–3     | 0 / 13 | 17–13 |

| Legenda | Legenda                                   | Legenda | Legenda                     |
| ------- | ----------------------------------------- | ------- | --------------------------- |
| SR      | poměr vyhraných turnajů ku všem odehraným | W–L V–P | výhry–prohry                |
| NH      | daný rok se turnaj nekonal                | A       | turnaje se hráč nezúčastnil |
| 1Q / LQ | prohra v (kole) kvalifikace               | 1k / 1R | prohra v daném kole turnaje |
| QF / ČF | prohra ve čtvrtfinále                     | SF      | prohra v semifinále         |
| F       | prohra ve finále                          | Vítěz   | vítězství v turnaji         |

## Vítězství nad hráči Top 10
Přehled
| Sezóna    | 2023 | 2026 | 2025 | Celkem |
| --------- | ---- | ---- | ---- | ------ |
| Vítězství | 2    | 3    | 3    | 8      |

Vítězství
| Č.   | hráč top 10           | ATP | turnaj                                   | povrch | fáze        | skóre                        | JL  |
| ---- | --------------------- | --- | ---------------------------------------- | ------ | ----------- | ---------------------------- | --- |
| 2023 |                       |     |                                          |        |             |                              |     |
| 1.   | Félix Auger-Aliassime | 7.  | Australian Open, Melbourne, Austrálie    | tvrdý  | 4. kolo     | 4–6, 6–3, 7–6(7–2), 7–6(7–3) | 71. |
| 2.   | Andrej Rubljov        | 5.  | Dauhá, Katar                             | tvrdý  | čtvrtfinále | 4–6, 6–4, 6–3                | 52. |
| 2024 |                       |     |                                          |        |             |                              |     |
| 3.   | Andrej Rubljov        | 5.  | Indian Wells, Spojené státy              | tvrdý  | 3. kolo     | 6–4, 6–4                     | 31. |
| 4.   | Daniil Medveděv       | 4.  | Madrid, Španělsko                        | antuka | čtvrtfinále | 6–4skreč                     | 31. |
| 5.   | Daniil Medveděv       | 5.  | Cincinnati, Spojené státy                | tvrdý  | 2. kolo     | 7–6(7–2), 6–4                | 35. |
| 2025 |                       |     |                                          |        |             |                              |     |
| 6.   | Grigor Dimitrov       | 10. | Brisbane, Austrálie                      | tvrdý  | semifinále  | 6–4, 4–4skreč                | 28. |
| 7.   | Carlos Alcaraz        | 3.  | Dauhá, Katar                             | tvrdý  | čtvrtfinále | 6–3, 3–6, 6–4                | 25. |
| 8.   | Jack Draper           | 6.  | Queen's Club, Londýn, Spojené království | tráva  | semifinále  | 6–4, 4–6, 7–5                | 30. |